# Criquiers
Criquiers ist eine französische Gemeinde mit 714 Einwohnern (Stand 1. Januar 2022) im Département Seine-Maritime in der Region Normandie (vor 2016 Haute-Normandie). Sie gehört zum Arrondissement Dieppe und ist Teil des Kantons Gournay-en-Bray (bis 2015 Aumale). Die Einwohner werden Criquérois genannt.

## Geographie
Criquiers liegt etwa 55 Kilometer nordöstlich von Rouen am Bresle, der die Gemeinde im Osten begrenzt. Umgeben wird Criquiers von den Nachbargemeinden Haudricourt im Norden, Lannoy-Cuillère im Norden und Nordosten, Abancourt im Osten und Nordosten, Blargies im Osten, Formerie im Süden und Südosten, Haucourt im Südwesten, Gaillefontaine im Westen sowie Conteville im Nordwesten.

## Bevölkerungsentwicklung
| Jahr                      | 1962 | 1968 | 1975 | 1982 | 1990 | 1999 | 2006 | 2013 |
| Einwohner                 | 678  | 615  | 545  | 530  | 581  | 602  | 637  | 664  |
| Quelle: Cassini und INSEE |      |      |      |      |      |      |      |      |

## Sehenswürdigkeiten
- Kirche Notre-Dame

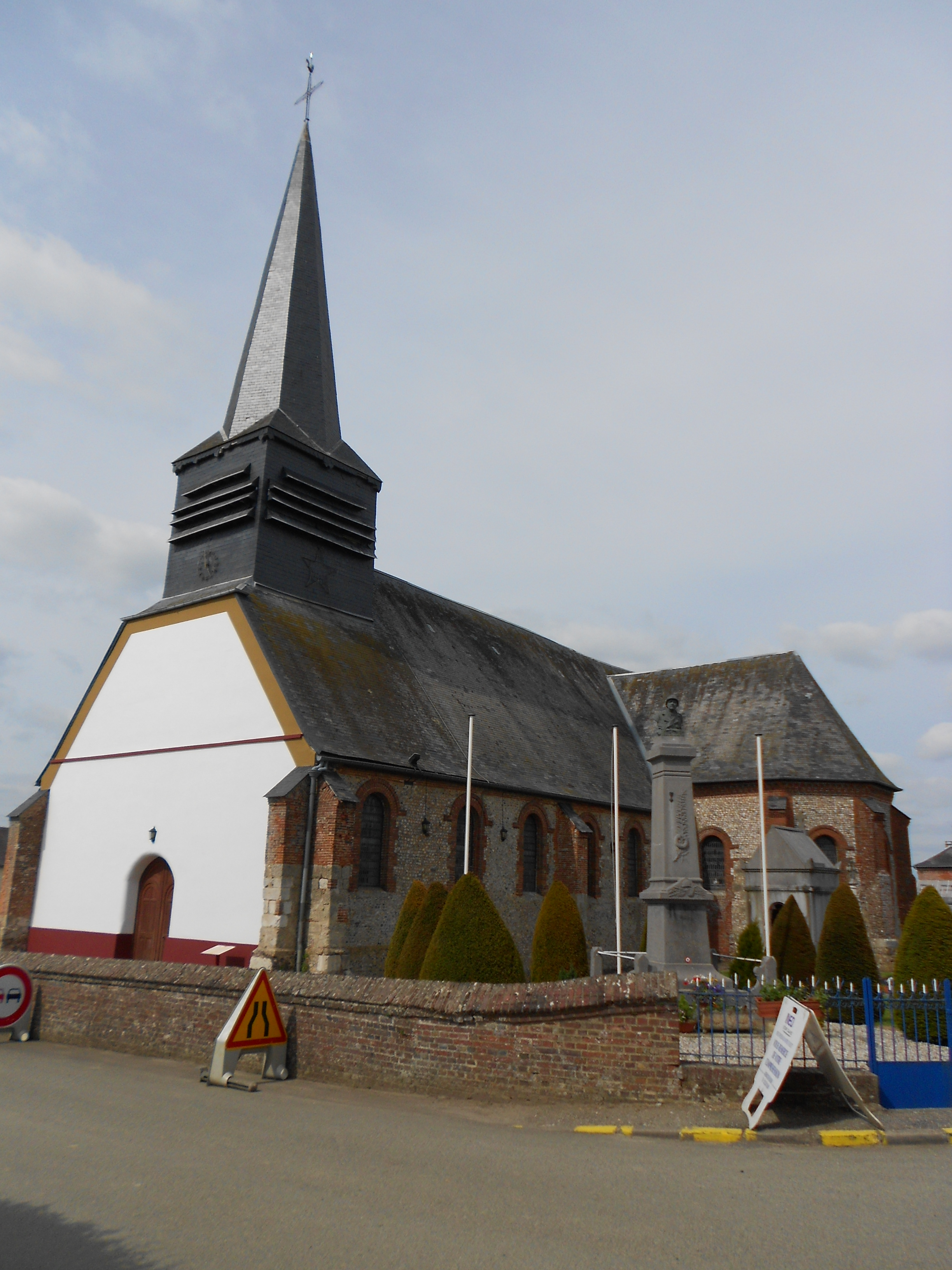
Kirche Notre-Dame

- Kapelle Saint-Lambert in Les Anthieux